# Crocidura montis
Crocidura montis — вид ссавців родини Soricidae. Зустрічається в Кенії, Південному Судані, Танзанії та Уганді. Його природними середовищами існування є субтропічні або тропічні вологі гірські ліси та субтропічні або тропічні сезонно вологі або затоплені низинні луки. Йому загрожує втрата середовища проживання.